# Jaume Cabré

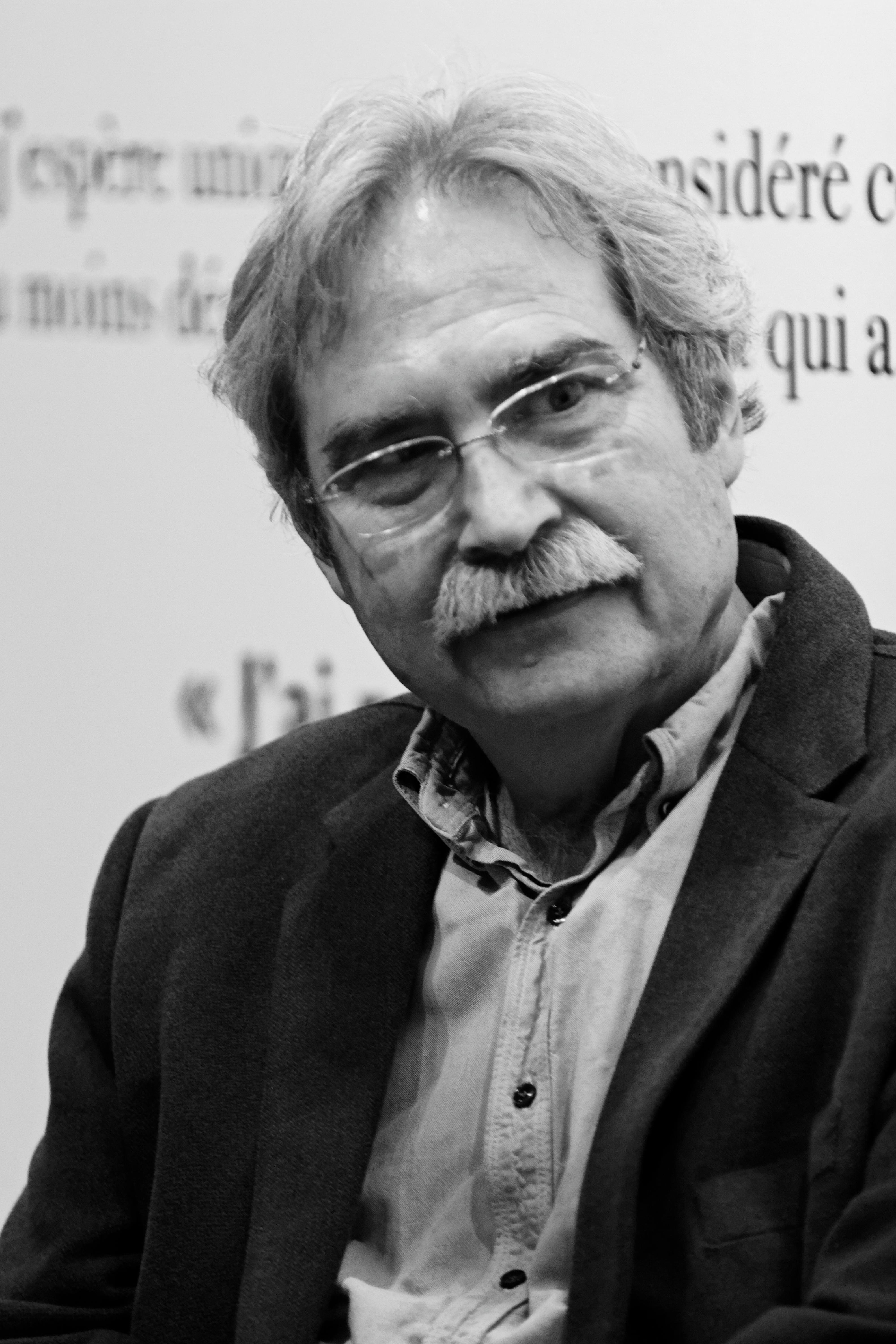
Jaume Cabré (2013)

Jaume Cabré i Fabré (Barcelona, 30 april 1947) is een Spaans-Catalaans schrijver en cineast. Hij schrijft in het Spaans en in het Catalaans.

## Leven en werk
Cabré studeerde Catalaanse filologie aan de Universiteit van Barcelona. Tegenwoordig is hij als professor verbonden aan de Universitat de Lleida. Het grootste deel van zijn loopbaan combineerde hij het schrijven met doceren. Ook werkte hij veel voor radio en televisie.
Het fictieve werk van Cabré speel vaak in een historische context en bevat doorgaans ook elementen van een thriller. Tegelijkertijd wordt hij geroemd om zijn literaire diepgang. Hij kreeg internationaal bekendheid met een aantal romans, waarvan de belangrijkste ook in het Nederlands werden vertaald.
Edelachtbare (Senyoria, 1991, Nederlandse vertaling 2010) speelt in de hogere kringen van Barcelona rond 1800. Het gaat over een hooggeplaatste persoon die een moord begaat en dat vanuit zijn machtspositie probeert te verbergen.
De stemmen van de Pamano (Les veus del Pamano, 2004, Nederlandse vertaling 2009) vertelt het donkere verhaal van een door lafheid gedetermineerde man die zich in de moeilijke tijd na de Spaanse Burgeroorlog (1936-1939) staande probeert te houden en in deze moeilijke omstandigheden veel foute keuzes maakt.
De bekentenis van Adria (Jo confesso, 2011, Nederlandse vertaling 2013) gaat over een hoogbegaafde jongen wiens leven vervlochten raakt met de historie van een achttiende-eeuwse viool en de eigenaren ervan. Het speelt in de tijd van Franco, voert de lezer langs diverse Europese steden en bevat als vaak bij Cabré een moordmysterie.
In De bekentenissen van de eunuch (L’ombra de l’eunuc, 1996, Nederlandse vertaling 2016) wordt verzetsstrijder Miquel Gensana opgeschrikt door de plotse dood van zijn jeugdvriend en politicus Bolós. Terugblikkend op zijn leven trekken vervolgens allerlei intriges voorbij die hun schaduw steeds vooruitwerpen, uiteindelijk ook op de dood van Bolós.

### Verhalen
- Faules de mal desar (Ed. Selecta. Barcelona, 1974).
- Toquen a morts (Ed. La Magrana. Barcelona, 1977).
- Tarda lliure (1981) (Premi “Recull”, 1980).
- Llibre de preludis (Ed. 62. Barcelona, 1985). Ed. Proa. B, 2002.
- Viatge d’hivern (Ed. Proa. Barcelona, 2000).

### Romans
- Galceran, l’heroi de la guerra negra (Ed. Proa, Barcelona).
- Carn d’olla. (Ed. Moll. Majorca, 1978). Ed. Proa, B 1999).
- El mirall i l’ombra (Ed. Laia. Barcelona, 1980).
- La teranyina (Edicions Proa, Barcelona, 1984).
- Fra Junoy o l’agonia dels sons (Ed. 62, B. 1984) Ed. Proa, B. 1998.
- Senyoria (1991) (Editorial Proa, Barcelona).
- El llibre de Feixes (La trilogia de Feixes) (Ed. Proa. Barcelona, 1996).
- L’ombra de l’eunuc (Ed. Proa. Barcelona, 1996).
- Les veus del Pamano (Ed. Proa. Barcelona, 2004).
- Jo confesso (Ed. Proa. Barcelona, 2011).

### Essays
- El sentit de la ficció (Ed. Proa. Barcelona, 1999).
- La matèria de l’esperit (Ed. Proa. Barcelona 2005).
- Les incerteses (Ed. Proa. Barcelona 2015).

### Theater
- Pluja seca (Ed. Proa-TNC. Barcelona, gener de 2001).

### Kinder- en jeugdboeken
- La història que en Roc Pons no coneixia (Ed. La Galera. B. 1980).
- L’any del blauet (Ed. Barcanova, Barcelona 1981).
- L’home de Sau (Ed. La Galera, Barcelona, 1985).

### Scenario's
- La dama blanca (TV film) (1987).
- La teranyina (radio) (1988).
- Fins que la mort ens separi (radio) (1989).
- La granja (TV series) (1989–1992).
- La teranyina (film) (1990).
- Havanera (film) (1993).
- Estació d’enllaç (TV serie) (1994–1998).
- Crims (TV serie) (2000).
- Nines russes (TV film) (2003).
- Sara (TV film) (2003).